# Marketing nhắm đối tượng
Marketing nhắm đối tượng (Retarget Marketing hay Retargeting) là một công cụ tiếp thị trực tuyến thường được sử dụng trong thương mại điện tử (E-commerce) và nhắm đến người dùng đã truy cập trang web. Mục đích của Marketing nhắm đối tượng giúp tăng tỷ lệ chuyển đổi (CR), tỷ lệ nhấp chuột (TLB) và tăng mức độ nhận diện của một công ty hoặc một thương hiệu. Marketing nhắm đối tượng là hình thức targeting hiệu quả nhất với chi phí tương đối thấp.

## Định nghĩa
Marketing nhắm đối tượng (Retarget Marketing, hay còn gọi là Retargeting) là một hình thức marketing trực tuyến nhắm mục tiêu đến người tiêu dùng dựa trên các hành động truy cập qua Internet trước đây của họ. Retarget Marketing gắn thẻ người tiêu dùng bằng cách cài đặt mã pixel vào trang web hoặc email mục tiêu, từ đó đặt cookie trong trình duyệt của người dùng. Khi cookie được cài đặt, nhà quảng cáo có thể hiển thị quảng cáo hiển thị (Display Advertising) cho người dùng đó ở nơi khác trên internet thông qua trao đổi quảng cáo.

## Các loại dữ liệu sử dụng
Retargeting sử dụng ba loại dữ liệu khác nhau để triển khai, bao gồm:
- Dữ liệu chính ngạch (First Party Data)
- Dữ liệu đối tác chia sẻ (Second Party Data)
- Dữ liệu bên thứ 3 độc lập (Third Party Data)

## Các thành phần cơ bản
- Người dùng: là đối tượng khách hàng từng truy cập vào các trang trực tuyến của doanh nghiệp
- Người mua quảng cáo re-targeting: chủ doanh nghiệp/website
- Người bán quảng cáo re-targeting: Google, Facebook, ...(gọi chung là Ad Networks).
- Người đóng vai trò trung gian mua bán quảng cáo Re-targeting: Adroll, Criteo, Sociamantic...

## Các hình thức
Retargeting có 2 hình thức chính là Onsite Retargeting & Offsite Retargeting. Tuy nhiên hiện nay, có thể phân rõ chi tiết trong Onsite và Offsite Retargeting có những hình thức sau:

### Site retargeting:
- Site retargeting là một kỹ thuật quảng cáo hiển thị (Display Advertising) để hiển thị quảng cáo cho những người trước đây đã truy cập một trang web và thoát khỏi trang web mà không thực hiện giao dịch. Site retargeting nhắm vào những người dùng biết đến trang web hay nói cách khác là họ đã ít nhất một lần truy cập trang web, xem một số sản phẩm hoặc đã thêm sản phẩm vào giỏ hàng mà chưa thanh toán. Bởi vì site retargeting mang lại lợi ích nhận diện thương hiệu lớn nên chỉ số tỷ suất hoàn vốn (ROI) của những chiến dịch sử dụng phương pháp này rất cao. Phương pháp này không chú trọng đến nơi quảng cáo hiển thị, chỉ đề cập tới quá trình sử dụng dữ liệu để khiến người dùng trở lại trang web, giảm tỷ lệ từ bỏ hàng hóa và gia tăng chuyển đối (conversion).

### Retargeting list for search ads – RLFSA
Retargeting list for search ads - RLFSA, còn gọi là danh mục tái tiếp thị dành cho quảng cáo kết quả tìm kiếm, là phương pháp chỉ hoạt động trên hệ thống Google Adwords. Thay vì chỉ hiển thị quảng cáo banner, phương pháp này hiển thị cho người dùng các quảng cáo text ads truyền thống trên trang kết quả tìm kiếm. Loại hình này không phổ biến bằng các hình thức retargeting khác. RLFSA có thể được thực hiện bằng 2 cách. Cách thứ nhất là điều chỉnh đấu thầu (bid) trong các nhóm quảng cáo nhắm đến những người tìm kiếm trên Google với những từ khóa được đấu thầu (bidding).

### Search retargeting
- Search retargeting là kỹ thuật quảng cáo hiển thị dựa trên từ khóa người dùng đã tìm kiếm trên Google hoặc một công cụ tìm kiếm nhưng chưa truy cập trang. Đây là phương pháp có mức độ phủ cao hơn khi hướng đến những khách hàng tiềm năng hoàn toàn mới và mang lại hiệu quả cao vì nó dựa trên những mối quan tâm hiện tại của người dùng mà không phải là hành vi trong quá khứ của họ. Không như các quảng cáo tìm kiếm thông thường chỉ hiển thị mẩu quảng cáo trên trang kết quả tìm kiếm, search retargeting còn mở rộng hiển thị trên các trang web và nền tảng trực tuyến khác. Search retargeting dễ bị nhẫm lẫn với Retargeting list for search ads – RLFSA bởi cả hai đều liên quan đến search nhưng RLFSA chỉ cho phép hiển thị text ad trên trang kết quả tìm kiếm đối với người dùng đã từng đến website, còn search retargeting cho phép hiển thị quảng cáo trên khắp không gian mạng đối với người dùng chưa từng truy cập trang nhưng đã tìm kiếm với những từ khóa phù hợp. Search retargeting còn giúp tiết kiệm đến 96% chi phí mỗi click trong Search Engine Marketing.

### Email retargeting
- Email retargeting là một phương thức tái tương tác với người dùng tiềm năng và khách hàng thông qua các chiến dịch email với những quảng cáo cụ thể nhắm trực tiếp đến những người đăng kí nhận email. Khi người dùng mở email, một cookie hay đoạn mã pixel theo dấu sẽ được lưu trên trình duyệt của họ và giúp nhận dạng mỗi khi họ sử dụng trình duyệt để lướt web hoặc tham gia mạng xã hội. Sau đó quảng cáo được hiển thị đến họ trên các nền tảng trực tuyến này. Theo thống kê, có tới gần 80% các email quảng cáo không được mở. Do đó, nhà tiếp thị không nên chỉ dựa email retargeting để tiếp cận với người dùng tiềm năng mà có thể tận dụng thông tin địa chỉ email để thực hiện với các chiến dịch CRM retargeting. Nhà tiếp thị cung cấp địa chỉ các email khớp với dữ liệu từ các hệ thống CRM online và offline khác để nhận dạng người dùng và hiển thị quảng cáo đến họ một cách tự động. Yếu tố quyết định thành công của chiến dịch CRM retargeting là các chế độ thiết lập cho chiến dịch phải phù hợp với bộ dữ liệu người dùng tải lên.

### Social media retargeting
- Social media retargeting là hình thức marketing nhắm đối tượng thông qua mạng xã hội cho những người dùng đã truy cập website nhưng chưa thực hiện chuyển đổi. Social media retargeting cũng là một biến thể của site retargeting nhưng site retargeting không đề cập đến kênh hiển thị cụ thể, còn social media retargeting nhắm cụ thể đến nơi quảng cáo được hiển thị là các nền tảng mạng xã hội.

## Lợi ích
Marketing nhắm đối tượng có thể được thực hiện cả ở cấp độ trang web và cấp độ sản phẩm. Chiến lược Marketing nhắm đối tượng này cung cấp lợi thế là quảng cáo sẽ hiển thị tương ứng với sở thích của người dùng. Quảng cáo được retargeting (re-targeting ad) thường hoạt động tốt hơn và do đó, dẫn đến tỷ lệ chuyển đổi (CR) cao hơn.
Ngoài việc tăng tăng tỷ lệ chuyển đổi (CR) và tỷ lệ nhấp chuột (TLB), các chiến dịch nhắm mục tiêu lại cũng phù hợp để xây dựng thương hiệu. Các chiến dịch trong các mạng xã hội như Facebook đặc biệt hỗ trợ xây dựng thương hiệu và nhận thức về các chiến dịch quảng cáo
- Nhắc mục tiêu tiếp cận / Nhắm mục tiêu đúng lúc: Các doanh nghiệp có thể hiển thị quảng cáo của mình cho những người trước đó đã tương tác với doanh nghiệp khi người dùng tìm kiếm ở nơi khác và có nhiều khả năng mua hàng. Doanh nghiệp cũng có thể giúp khách hàng tìm thấy mình dễ dàng bằng cách hiển thị đến khách hàng các quảng cáo của doanh nghiệp khi họ đang tích cực tìm kiếm doanh nghiệp trên Google Tìm kiếm.
- Quảng cáo tập trung: Bạn có thể tạo retargeting list để quảng cáo cho các trường hợp cụ thể. Ví dụ: bạn có thể tạo retargeting list nhắm đến mục tiêu là những người đã thêm thứ gì đó vào giỏ hàng của họ nhưng đã không hoàn thành giao dịch mua hàng.
- Phạm vi tiếp cận trên quy mô lớn: Bạn có thể tiếp cận mọi người trong retargeting list của mình trên các thiết bị của họ khi họ duyệt qua hơn 2 triệu trang web và ứng dụng di động
- Định giá hiệu quả: Bạn có thể tạo các chiến dịch retargeting hiệu suất cao với đặt giá thầu tự động. Đặt giá thầu thời gian thực nhằm tính toán giá thầu tối ưu cho người xem quảng cáo của bạn, giúp bạn giành chiến thắng trong phiên đấu giá quảng cáo với giá tốt nhất có thể mà không tốn thêm chi phí để sử dụng chức năng đấu giá của Google.
- Tạo quảng cáo dễ dàng: Sản xuất quảng cáo văn bản, hình ảnh và video miễn phí với thư viện Quảng cáo. Kết hợp chiến dịch retargeting động với bố cục thư viện quảng cáo để chia tỷ lệ quảng cáo đẹp trên tất cả các sản phẩm hoặc dịch vụ của bạn.
- Thống kê chiến dịch: Bạn sẽ có các báo cáo về cách các chiến dịch của bạn hoạt động, nơi quảng cáo của bạn đang hiển thị và mức giá bạn đang trả.

## Hạn chế
- Chi phí cho mỗi lượt tiếp cận, mỗi lượt click chuột sẽ cao hơn so với các định dạng thông thường.
- Cần đảm bảo quảng cáo thường xuyên, liên tục để hiệu quả đạt tối đa.

## Bài viết liên quan
- Search retargeting
- Site retargeting
- Email retargeting
- Social media retargeting
- Display Advertising
- Retargeting Ads